# Ricardo Oliveira
Ricardo José Dognella Lima de Oliveira (São Paulo, Brasil, 6 de mayo de 1980) es un exfutbolista brasileño que jugaba en la posición de delantero centro. Su último club fue el Brasília F. C. del Campeonato Brasiliense. También es pastor evangélico de las Asambleas de Dios.

## Biografía
Nació en una familia humilde; siendo un niño de ocho años perdió a su padre, y a los quince la necesidad y el hambre lo empujaron a recoger cosas en la calle para revenderlas y a mendigar para poder subsistir. Sus amigos siguieron otros caminos más fáciles para conseguir dinero, robo, drogas, etc., camino que les llevó unos a la muerte y otros a la cárcel. Oliveira manifestó recientemente en una entrevista que superó todas estas penurias gracias a mantener vivo el sueño de ser futbolista profesional, cosa que consiguió empezando a jugar en la Ass. Portug. Desportos y en el Santos Futebol Clube.
Con este último se proclamó campeón de la liga brasileña en 2002; posteriormente fue máximo goleador de la Copa Libertadores, antes de dar el salto a España, donde fichó por el Valencia Club de Fútbol en julio de 2003. Estaría un año en el club de Estadio de Mestalla, disputando 21 partidos y marcando 8 goles en la temporada en la que el Valencia Club de Fútbol ganó la liga española y la Copa de la UEFA.
En julio de 2004 pasó al Real Betis Balompié, también de España, con el cual ganó la Copa del Rey, fue el tercer mejor goleador de la Liga española de fútbol con 22 goles en liga y 4 en copa del rey. Se clasificó para jugar la UEFA Champions League, competición en la que sufrió una lesión en el encuentro Real Betis Balompié - Chelsea Football Club donde el equipo verdiblanco terminó ganando por 1-0. Oliveira sufrió una rotura de ligamento cruzado que le llevó a estar casi 6 meses de baja; después de esta lesión, el Real Betis Balompié accedió a cederlo al São Paulo FC para darle la posibilidad de jugar minutos y que pudiera ser convocado por su selección para disputar el Mundial de Alemania de 2006.
El 31 de agosto de 2006 el club italiano Associazione Calcio Milan compró al jugador por cinco temporadas cuando ya había obtenido el pasaporte español, a cambio del centrocampista suizo Johann Vogel, más una suma de dinero a favor del club español.
El 14 de julio de 2007 firma un contrato para jugar cedido una temporada en el Real Zaragoza de la Liga española, que disponía de una opción de compra de 10 millones de euros sobre el brasileño cuando finalizase la temporada 2007-2008. Sin embargo, la temporada no fue como se esperaba, y descendió con el club aragonés a Segunda División, a pesar de haber marcado 17 goles. Con el equipo maño en Segunda división de España pasó a ser objetivo de varios equipos europeos.
El 31 de enero de 2009 y tras una dura semana de negociaciones vuelve a la disciplina del Real Betis Balompié de la Liga española, pagando aproximadamente 9 millones de euros por el 50% de sus derechos económicos. No fue hasta la última jornada cuando descendió con el Real Betis Balompié, acumulando el jugador dos descensos consecutivos en dos años.
El 17 de julio de 2009 abandona la concentración en Montecastillo y es traspasado al Al-Jazira Sporting Club de Emiratos Árabes por 14 millones de euros que se reparten a partes iguales Betis y Zaragoza. En su nuevo equipo coincidió con el también exjugador del Real Betis Balompié Rafael Sóbis.
En el año 2010 tuvo un pase fugaz por el São Paulo, y luego volvería al Al-Jazira el mismo año hasta el 2013, año en que seguiría su trayectoria futbolística en el Al Wasl de Emiratos Árabes. En el Al Wasl solamente jugó la temporada 2013-2014.
En el 2015 ficharía por el Santos brasileño, club en el que jugó hasta el 2017, siendo la primera Temporada el máximo goleador de la liga. El año siguiente (2018), su contratación la realizaría en el club Atlético Mineiro.
Tras desvincularse del At. Mineiro, por vía judicial, fichó por el recién ascendido a la Serie A Coritiba Foot Ball Club.
Un año más tarde firmaría por el Athletic Club de Brasil donde jugaría una temporada y participaría en nueve encuentros, anotando un gol, en el Campeonato Mineiro.
En 2022 firmaría por el Brasília F. C. donde jugaría una temporada. Finalmente en julio del 2023 el jugador brasileño anunciaría su retirada del fútbol profesional a los 43 años de edad.

## Selección nacional
El 8 de julio de 2004 debutó con la selección brasileña en un partido contra Chile.
Formó parte de la selección brasileña vencedora de la Copa América de Perú 2004.
También ganó con la selección la Copa FIFA Confederaciones 2005.
Una grave lesión en un partido de Champions League entre Betis y Chelsea le dejó fuera del Mundial de Alemania 2006 cuando era un fijo en la selección.
Desde entonces ha disputado 16 encuentros con la canarinha y ha anotado 5 goles.
Volvió a la selección para el partido contra Chile y Venezuela correspondiente a las Eliminatorias de Rusia 2018, el 8 de octubre de 2015.
En el 2016 él mismo le pide a Dunga que lo excluya de la lista de convocados para jugar la Copa América Centenario debido a una  artritis que podría agravar su lesión.

## Clubes
Actualizado al último partido el 5 de marzo de 2023.
| Club                               | Div           | Temporada     | Liga  | Liga  | Estatal | Estatal | Copa Nacional | Copa Nacional | Torneo Internacional | Torneo Internacional | Total | Total |
| Club                               | Div           | Temporada     | Part. | Goles | Part.   | Goles   | Part.         | Goles         | Part.                | Goles                | Part. | Goles |
| ---------------------------------- | ------------- | ------------- | ----- | ----- | ------- | ------- | ------------- | ------------- | -------------------- | -------------------- | ----- | ----- |
| Portuguesa · Brasil                | 1.ª           | 2000          | 5     | 1     | 1       | 0       | -             | -             | -                    | -                    | 6     | 1     |
| Portuguesa · Brasil                | 1.ª           | 2001          | 24    | 14    | 5       | 7       | 6             | 4             | -                    | -                    | 31    | 25    |
| Portuguesa · Brasil                | 1.ª           | 2002          | 17    | 8     | 11      | 12      | 5             | 4             | -                    | -                    | 33    | 24    |
| Portuguesa · Brasil                | Total club    | Total club    | 46    | 23    | 17      | 19      | 11            | 8             | -                    | -                    | 78    | 50    |
| Valencia · España                  | 1.ª           | 2003-04       | 21    | 7     | -       | -       | 3             | 0             | 6                    | 1                    | 30    | 8     |
| Valencia · España                  | Total club    | Total club    | 21    | 7     | -       | -       | 3             | 0             | 6                    | 1                    | 30    | 8     |
| Milan · Italia                     | 1.ª           | 2006-07       | 26    | 3     | -       | -       | 5             | 2             | 6                    | 0                    | 37    | 5     |
| Milan · Italia                     | Total club    | Total club    | 26    | 3     | -       | -       | 5             | 2             | 6                    | 0                    | 37    | 5     |
| Real Zaragoza · España             | 1.ª           | 2007-08       | 37    | 18    | -       | -       | 4             | 3             | 2                    | 1                    | 43    | 22    |
| Real Zaragoza · España             | 2.ª           | 2008-09       | 18    | 10    | -       | -       | -             | -             | -                    | -                    | 18    | 10    |
| Real Zaragoza · España             | Total club    | Total club    | 55    | 28    | -       | -       | 4             | 3             | 2                    | 1                    | 61    | 32    |
| Real Betis · España                | 1.ª           | 2004-05       | 37    | 22    | -       | -       | 8             | 4             | -                    | -                    | 45    | 26    |
| Real Betis · España                | 1.ª           | 2005-06       | 9     | 4     | -       | -       | 1             | 0             | 5                    | 3                    | 15    | 7     |
| Real Betis · España                | 1.ª           | 2008-09       | 16    | 7     | -       | -       | -             | -             | -                    | -                    | 16    | 7     |
| Real Betis · España                | Total club    | Total club    | 62    | 33    | -       | -       | 9             | 4             | 5                    | 3                    | 76    | 40    |
| São Paulo · Brasil                 | 1.ª           | 2006          | 8     | 5     | -       | -       | -             | -             | 4                    | 2                    | 12    | 7     |
| São Paulo · Brasil                 | 1.ª           | 2010          | 15    | 7     | -       | -       | -             | -             | 2                    | 1                    | 17    | 8     |
| São Paulo · Brasil                 | Total club    | Total club    | 23    | 12    | -       | -       | -             | -             | 6                    | 3                    | 29    | 15    |
| Al-Jazira · Emiratos Árabes Unidos | 1.ª           | 2009-10       | 13    | 8     | -       | -       | -             | -             | -                    | -                    | 13    | 8     |
| Al-Jazira · Emiratos Árabes Unidos | 1.ª           | 2010-11       | 11    | 10    | -       | -       | -             | -             | 3                    | 0                    | 14    | 10    |
| Al-Jazira · Emiratos Árabes Unidos | 1.ª           | 2011-12       | 20    | 14    | -       | -       | 10            | 7             | 7                    | 12                   | 37    | 33    |
| Al-Jazira · Emiratos Árabes Unidos | 1.ª           | 2012-13       | 22    | 17    | -       | -       | 11            | 11            | 5                    | 1                    | 38    | 29    |
| Al-Jazira · Emiratos Árabes Unidos | 1.ª           | 2013-14       | 12    | 5     | -       | -       | 5             | 6             | -                    | -                    | 17    | 11    |
| Al-Jazira · Emiratos Árabes Unidos | Total club    | Total club    | 78    | 54    | -       | -       | 26            | 24            | 15                   | 13                   | 119   | 91    |
| Al Wasl · Emiratos Árabes Unidos   | 1.ª           | 2013-14       | 11    | 4     | -       | -       | 1             | 0             | -                    | -                    | 12    | 4     |
| Al Wasl · Emiratos Árabes Unidos   | Total club    | Total club    | 11    | 4     | -       | -       | 1             | 0             | -                    | -                    | 12    | 4     |
| Santos · Brasil                    | 1.ª           | 2003          | 14    | 4     | 6       | 7       | -             | -             | 11                   | 9                    | 31    | 20    |
| Santos · Brasil                    | 1.ª           | 2015          | 32    | 20    | 18      | 11      | 12            | 6             | -                    | -                    | 62    | 37    |
| Santos · Brasil                    | 1.ª           | 2016          | 20    | 11    | 15      | 7       | 3             | 4             | -                    | -                    | 38    | 22    |
| Santos · Brasil                    | 1.ª           | 2017          | 23    | 8     | 6       | 1       | 3             | 0             | 8                    | 3                    | 40    | 12    |
| Santos · Brasil                    | Total club    | Total club    | 89    | 43    | 45      | 26      | 18            | 10            | 19                   | 12                   | 171   | 91    |
| Atlético Mineiro · Brasil          | 1.ª           | 2018          | 35    | 13    | 13      | 6       | 7             | 3             | 1                    | 0                    | 56    | 22    |
| Atlético Mineiro · Brasil          | 1.ª           | 2019          | 14    | 2     | 8       | 7       | 3             | 0             | 14                   | 5                    | 39    | 14    |
| Atlético Mineiro · Brasil          | 1.ª           | 2020          | -     | -     | 6       | 0       | 1             | 1             | 1                    | 0                    | 8     | 1     |
| Atlético Mineiro · Brasil          | Total club    | Total club    | 49    | 15    | 27      | 13      | 11            | 4             | 16                   | 5                    | 101   | 37    |
| Coritiba · Brasil                  | 1.ª           | 2021          | 18    | 2     | -       | -       | -             | -             | -                    | -                    | 18    | 2     |
| Coritiba · Brasil                  | Total club    | Total club    | 18    | 2     | -       | -       | -             | -             | -                    | -                    | 18    | 2     |
| Athletic Club · Brasil             | 1.ª Est       | 2022          | 9     | 5     | -       | -       | -             | -             | -                    | -                    | 9     | 5     |
| Athletic Club · Brasil             | Total club    | Total club    | 9     | 5     | -       | -       | -             | -             | -                    | -                    | 9     | 5     |
| Brasília · Brasil                  | 1.ª Est       | 2023          | 7     | 2     | -       | -       | -             | -             | -                    | -                    | 7     | 2     |
| Brasília · Brasil                  | Total club    | Total club    | 7     | 2     | -       | -       | -             | -             | -                    | -                    | 7     | 2     |
| Total carrera                      | Total carrera | Total carrera | 494   | 231   | 89      | 58      | 88            | 55            | 75                   | 38                   | 746   | 382   |

### Selección nacional
| Selección       | Año   | Amistoso | Amistoso | Eliminatorias | Eliminatorias | Copa América | Copa América | Copa Confederaciones | Copa Confederaciones | Total | Total |
| Selección       | Año   | PJ       | G        | PJ            | G             | PJ           | G            | PJ                   | G                    | PJ    | G     |
| --------------- | ----- | -------- | -------- | ------------- | ------------- | ------------ | ------------ | -------------------- | -------------------- | ----- | ----- |
| Brasil · Brasil | 2004  | -        | -        | -             | -             | 3            | 1            | -                    | -                    | 3     | 1     |
| Brasil · Brasil | 2005  | 2        | 2        | 2             | 0             | -            | -            | 2                    | 0                    | 6     | 2     |
| Brasil · Brasil | 2006  | 1        | 0        | -             | -             | -            | -            | -                    | -                    | 1     | 0     |
| Brasil · Brasil | 2007  | 1        | 0        | -             | -             | -            | -            | -                    | -                    | 1     | 0     |
| Brasil · Brasil | 2015  | -        | -        | 3             | 1             | -            | -            | -                    | -                    | 3     | 1     |
| Brasil · Brasil | 2016  | -        | -        | 2             | 1             | -            | -            | -                    | -                    | 2     | 1     |
| Total           | Total | 4        | 2        | 7             | 2             | 3            | 1            | 2                    | 0                    | 16    | 5     |

## Palmarés

### Campeonatos Estatales
| Título              | Club   | País   | Año  |
| ------------------- | ------ | ------ | ---- |
| Campeonato Paulista | Santos | Brasil | 2015 |
| Campeonato Paulista | Santos | Brasil | 2016 |

### Campeonatos nacionales
| Título                     | Club       | País            | Año  |
| -------------------------- | ---------- | --------------- | ---- |
| Primera División de España | Valencia   | España          | 2004 |
| Copa del Rey               | Real Betis | España          | 2005 |
| Campeonato Brasileño       | São Paulo  | Brasil          | 2006 |
| Copa de Liga               | Al-Jazira  | Emiratos Árabes | 2010 |
| Liga Árabe                 | Al-Jazira  | Emiratos Árabes | 2011 |
| Copa Presidente            | Al-Jazira  | Emiratos Árabes | 2011 |
| Copa Presidente            | Al-Jazira  | Emiratos Árabes | 2012 |

### Campeonatos internacionales
| Título                    | Club (*)            | País     | Año  |
| ------------------------- | ------------------- | -------- | ---- |
| Copa de la UEFA           | Valencia            | Suecia   | 2004 |
| Copa América              | Selección de Brasil | Perú     | 2004 |
| Copa FIFA Confederaciones | Selección de Brasil | Alemania | 2005 |
| UEFA Champions League     | Milan               | Grecia   | 2007 |

### Distinciones individuales
| Distinción                                                   | Año  |
| ------------------------------------------------------------ | ---- |
| Máximo goleador de la Copa Libertadores (9 goles)            | 2003 |
| Máximo goleador de la Liga de Campeones de la AFC (12 goles) | 2012 |
| Máximo goleador del Campeonato Paulista (11 goles)           | 2015 |
| Máximo goleador del Campeonato Brasileño (20 goles)          | 2015 |